# Costo marginale
In economia e finanza il costo marginale unitario corrisponde al costo di un'unità aggiuntiva prodotta, cioè alla variazione nei costi totali di produzione che si verifica quando si varia di un'unità la quantità prodotta: è la derivata del costo totale (C) rispetto alla quantità prodotta (q).
{\displaystyle C'={\frac {\operatorname {d} C}{\operatorname {d} q}}}
Il costo marginale orario è invece la derivata temporale {\displaystyle {\dot {C}}} del costo totale.

## Interpretazione
Se eseguiamo uno sviluppo di MacLaurin del prim'ordine del costo totale otteniamo:
{\displaystyle C(q)\sim C_{0}+q\sum _{i}{\frac {\partial C}{\partial a_{i}}}{\frac {\partial a_{i}}{\partial q}}}
e il costo totale risulta scisso nella somma dei costi fissi ({\displaystyle C_{0}}), indipendenti dalla quantità prodotta in quanto derivanti dagli investimenti in capitale fisso, e dei costi variabili ({\displaystyle q\sum _{i}{\frac {\partial C}{\partial a_{i}}}{\frac {\partial a_{i}}{\partial q}}}), ciascuno risultante dalla quantità prodotta moltiplicata per un tipo di costo unitario {\displaystyle {\frac {\partial C}{\partial a_{i}}}{\frac {\partial a_{i}}{\partial q}}}, dove {\displaystyle a_{i}} può essere: materie prime m, semilavorati n, prodotti finiti intermedi y, energia e, manodopera l.
È da notare che stiamo approssimando i costi variabili come indipendenti dalla quantità di merce: se questo è vero il costo marginale unitario è interpretabile come la somma dei costi variabili:
{\displaystyle C'\sim \sum _{i}{\frac {\partial C}{\partial a_{i}}}{\frac {\partial a_{i}}{\partial q}}}

In microeconomia la precedente approssimazione non è generalmente accettata e si assume per il costo totale un più alto sviluppo di MacLaurin: 
{\displaystyle C(q)\sim \sum _{n=0}^{N}{\frac {C^{(n)}(0)}{n!}}q^{n}},

Curve del costo medio, marginale, fisso unitario e variabile unitario con costo totale cubico

dove N>1 è l'ordine dello sviluppo (solitamente 3): si ottiene una curva marginale del tipo:
{\displaystyle C'(q)\sim \sum _{n=0}^{N-1}{\frac {C^{(n+1)}(0)}{n!}}q^{n}},
dello stesso ordine (ma mai coincidente) della curva del costo medio <C>.

## Concorrenza perfetta
In regime di concorrenza perfetta le imprese sono assunte price taker, cioè il ricavo marginale è fisso nel senso di non influenzabile da variazioni della quantità prodotta da ogni singola impresa:
{\displaystyle R''(q)\sim 0},
dove R è il ricavo totale (ovvero il fatturato) ed R' è la derivata prima del ricavo totale rispetto alla quantità di merce venduta, ovvero è il ricavo marginale.
In tali condizioni, l'impresa massimizza il profitto quando il costo marginale risulta crescente e uguale al ricavo marginale. Infatti il profitto vale:
{\displaystyle G=R'\,q-C}
dove C è il costo totale.
La prima condizione di massimo è:
{\displaystyle {\frac {\operatorname {d} (R'\,q)}{\operatorname {d} q}}-{\frac {\operatorname {d} C}{\operatorname {d} q}}=R'-C'=0},
ovvero il ricavo marginale deve essere uguale al costo marginale.
La seconda condizione di massimo è:
{\displaystyle {\frac {\operatorname {d} ^{2}}{\operatorname {d} q^{2}}}(R'\cdot q-C)={\frac {\operatorname {d} }{\operatorname {d} q}}(R'-C')=-C''<0}
cioè il costo marginale deve essere crescente.
Graficamente risulta che la curva del costo marginale, dopo aver raggiunto il suo minimo, crescendo interseca prima la curva del costo variabile unitario, poi la curva del costo medio, quindi la retta del prezzo.
Nel breve periodo, la retta del prezzo può trovarsi:
- sotto il minimo della curva del costo variabile unitario: in tali condizioni l'impresa, producendo in perdita e non riuscendo a coprire né i costi fissi né i costi variabili, esce dal mercato;
- sopra il minimo della curva del costo variabile unitario ma sotto il minimo della curva del costo medio: in tal caso l'impresa produce ancora in perdita, ma riesce a coprire i costi variabili e può quindi momentaneamente restare nel mercato (uscirà solo se tale situazione si estenderà al lungo periodo);
- sopra il minimo della curva del costo medio: quando ciò accade, l'impresa realizza un profitto.

Nel lungo periodo:
- le imprese per le quali il prezzo si trova sotto il minimo della curva del costo medio escono dal mercato; ciò provoca una riduzione dell'offerta ed un aumento del prezzo;
- se vi sono imprese per le quali il prezzo si trova sopra il minimo della curva del costo medio, altre imprese sono indotte ad entrare nel mercato; ne derivano un aumento dell'offerta ed una diminuzione del prezzo.

Nel lungo periodo, quindi, il prezzo di stabilizza al livello del minimo della curva del costo medio e l'impresa si trova in equilibrio quando la curva del costo marginale interseca sia la retta del prezzo, sia la curva del costo medio nel suo punto di minimo (come nella figura a lato).

## Equilibrio dell'impresa in regime di monopolio
In microeconomia il prezzo diventa funzione decrescente della quantità venduta:
{\displaystyle R''(q)<0}
Il ricavo marginale, inoltre, non è più costante ed uguale al prezzo, come in concorrenza perfetta, ma decrescente e inferiore al prezzo, in quanto maggiori quantità di prodotto possono essere vendute solo a prezzi unitari decrescenti.
Si dimostra che anche in regime di monopolio l'impresa è in equilibrio quando il costo marginale eguaglia il ricavo marginale, ma, a differenza di quanto avviene in concorrenza perfetta, in equilibrio il costo marginale risulta inferiore al prezzo.

## Presupposti teorici
L'ipotesi della concavità positiva della curva del costo marginale e del costo medio costituisce un assunto fondamentale della microeconomia. Infatti:
- se i costi medio e marginale fossero sempre crescenti, il minimo del costo medio (quindi il punto in cui l'impresa raggiunge il suo equilibrio di lungo periodo) si avrebbe per una quantità prodotta infinitesima;
- se i costi medio e marginale fossero sempre decrescenti, il minimo del costo medio si avrebbe per una quantità prodotta infinita.

Tradizionalmente, la microeconomia motiva l'ipotesi argomentando con Marshall che:
- fino ad un certo livello della quantità prodotta, il costo marginale diminuisce per effetto di una migliore organizzazione del lavoro e di economie esterne;
- oltre tale livello, il costo marginale aumenta a seguito sia di problemi organizzativi (burocratizzazione dell'impresa), sia della scarsità dei fattori produttivi.

Tali argomenti sono stati oggetto delle critiche di Piero Sraffa, definite «negatrici e distruttive» da Keynes.

## Ricerche empiriche
La prima ricerca empirica su un ampio campione di imprese, condotta dall'intero gruppo degli economisti di Oxford negli anni trenta del XX secolo, ha mostrato che le imprese non si regolano sulla base dell'uguaglianza tra ricavo e costo marginali, ma seguono piuttosto il principio del costo pieno.
Numerose altre ricerche, inoltre, hanno mostrato che la forma concava costante delle curve di costo spesso ipotizzata in microeconomia non viene osservata nella realtà. Risulta piuttosto che una concavità decrescente, anche se sempre positiva, dà luogo a curve a "L" piuttosto che a "U".
(A. Koutsoyiannis, Microeconomia, ETAS, 1981, p. 219)